# Индапамид
Индапамид — лекарственное средство, обладающие гипотензивным (диуретик, вазодилататор) действием. По фармакологическим свойствам близок к тиазидным диуретикам (нарушение реабсорбции Na+ в кортикальном сегменте петли Генле). Применяется для лечения гипертонии и отёков, вызванных сердечной недостаточностью.

## Фармакологическое действие
Диуретическое, вазодилатирующее, гипотензивное. Ингибирует обратную абсорбцию ионов натрия в кортикальном сегменте петли нефрона, увеличивает выделение с мочой ионов натрия, хлора, кальция и магния. Снижает чувствительность сосудистой стенки к норадреналину и ангиотензину II; стимулирует синтез ПГЕ2; угнетает ток ионов кальция в гладкомышечные клетки сосудистой стеки и, таким образом, уменьшает ОПСС. Снижает продукцию свободных и стабильных кислородных радикалов. Быстро и полно всасывается при приеме внутрь. Cmax создается через 2 ч. В плазме на 71-79 % связывается с белками, может сорбироваться и эритроцитами. Проходит через гистогематические барьеры (в том числе плацентарный), проникает в грудное молоко. T½ — около 14 ч. 70 % экскретируется почками и 23 % — с фекалиями. Индапамид экскретируется в неизмененном виде и в виде метаболитов (7 %).
Обладает дозозависимым эффектом. В дозе 2,5 мг оказывает максимальное гипотензивное действие при незначительном повышении диуреза.

## Фармакокинетика
Всасывание
После приёма внутрь индапамид быстро и полностью абсорбируется из ЖКТ. При дозах 2,5 мг и 5 мг Cmax в плазме крови достигается через 2 ч и составляет соответственно около 115 нг/мл и около 260 нг/мл.
Распределение
Индапамид связывается преимущественно и обратимо с эритроцитами периферической крови. Соотношение содержания цельная кровь/плазма составляет около 6:1 при достижении Cmax и снижается до 3,5:1 через 8 ч. Связывание с белками плазмы составляет 71-79 % и имеет обратимый характер.
Метаболизм
Индапамид почти полностью метаболизируется в печени. Около 7 % общей дозы обнаруживается в моче в неизмененном виде в течение первых 48 ч после приема. У человека описаны около 19 метаболитов, причём единственный фармакологически активный метаболит образуется в результате гидролиза индольного кольца. Около 18 % представляют собой конъюгированные продукты, из которых 14 % — глюкурониды и 4 % — сульфаты.
Выведение
Индапамид имеет двухфазный профиль выведения, при этом 60-70 % дозы выводится почками и 15-23 % через кишечник.
T½ из цельной крови составляет около 14 ч.
Выведение с мочой меченого 14С индапамида и его метаболитов протекает двухфазно с конечным T½ общей радиоактивности 26 ч.
Фармакокинетика в особых клинических случаях
Индапамид не выводится с помощью гемодиализа. Не кумулирует у пациентов с нарушениями функции почек.

## Противопоказания
Гиперчувствительность, нарушения мозгового кровообращения, тяжелая печёночная недостаточность, сахарный диабет в стадии декомпенсации, подагра, беременность и кормление грудью (на время лечения необходимо отказаться от грудного вскармливания).